# 比貝爾湖 (費爾德貝格森蘭德沙夫特)
53°18′12″N 13°29′45″E / 53.30324°N 13.49589°E
比貝爾湖（德語：Bibelsee），是德國的湖泊，位於該國東北部，由梅克倫堡-前波美拉尼亞州負責管轄，處於費爾德貝格森蘭德沙夫特，長0.5公里、寬0.3公里，面積0.06平方公里，海拔高度86米。